# 提馬克斯
提馬克斯 （ ?—前160年），可能出身小亞細亞米利都的貴族，擔任塞琉古帝國米底亞的總督，後來發動叛亂並自立為國王，最後兵敗被殺。稱王時間前162年—前160年。
提馬克斯貴族出身，是塞琉古王子安條克四世在羅馬作人質時的好友。在前175年安條克四世即位後，命他為帝國西部重要行省米底亞的總督，他的兄弟赫拉克利德斯則成為皇室的財政部長。當時米底亞受到安息王國的侵擾，提馬克斯可能花了許多時間增強當地的防禦，當時帝國的邊界可能遠至今日德黑蘭一帶。

## 稱王和兵敗
前163年，安條克四世在波斯遠征期間逝世，還是幼兒的安條克五世繼位後，國內隨即發生動盪。提馬克斯當時幾乎可所是米底亞的獨立君主，他還反抗安條克五世的攝政呂西阿斯（Lysias）統治。
另外一位更正統的塞琉古王位繼承人德米特里一世，在前162年成為國王，並殺了呂西阿和安條克五世，這使得提馬克斯更有理由宣稱獨立，並自立為國王。根據巴比倫當地記載天文及當代大事的泥板記錄，提馬克斯更進一步把領土往巴比倫尼亞擴大。提馬克斯是希臘化時代在伊朗地區統治的後期君主之一，除了他的統治相當短外，對於他的政權知道有限。在傳統上，如同阿庇安一般認為他是一位暴君。他在他的硬幣上的稱號是「大帝」（Basileus Megas），意義等同於阿契美尼德王朝「萬王之王」的稱號，這也代表他在那段時間受到當地人民的支持。他「大帝」稱號可能是受到巴克特里亞國王歐克拉提德一世的激發，歐克拉提德一世在早些年前開始使用「大帝」的稱號。 
然而，提馬克斯的軍力無法與合法的塞琉古國王德米特里一世相抗衡，在前160年兵敗被殺，塞琉古帝國暫時再度統一。但他的兄弟赫拉克利德斯存活了下來，並企圖為他報仇。赫拉克利德斯後來扶持一位男孩亞歷山大·巴拉斯，並謊稱他是安條克四世的兒子，並受到羅馬元老院承認。在羅馬支援之下亞歷山大·巴拉斯在前150年擊敗德米特里一世，並殺了他。在塞琉古帝國衰敗中提馬克斯兄弟貢獻良多。

## 來源
- 阿庇安 Syriaka （页面存档备份，存于） (The Syrian Wars) 8:§§ 45,47
- Biography of Parthian king Mithradates I （页面存档备份，存于）

| 前任： 安條克五世 | 米底亞國王 前162年–前160年 | 繼任： 德米特里一世 |